# 盖达尔·阿利耶夫
盖达尔·阿利尔扎奥卢·阿利耶夫（發音：[hejˈdæɾ æliɾˈzɑ oɣˈlu æˈlijef]；1923年5月10日—2003年12月12日），阿塞拜疆人，阿塞拜疆政治家，前苏联党和国家领导人。曾任阿塞拜疆共产党中央第一书记、苏联部长会议第一副主席、阿塞拜疆最高苏维埃主席、阿塞拜疆总统。

## 生平
- 1923年5月10日生于阿塞拜疆纳希切万的一个铁路工人家庭，家族是什叶派穆斯林。1939年毕业于纳希切万师范学院。
- 1939年-1941年，阿塞拜疆工业学院建筑系学习。苏德战争期间被迫中断学业。
- 1941年-1943年，阿塞拜疆纳希切万苏维埃社会主义自治共和国内务人民委员部工作。
- 1943年-1944年，阿塞拜疆纳希切万苏维埃社会主义自治共和国人民委员会农业部部长。
- 1944年-1949年，阿塞拜疆苏维埃社会主义共和国国家安全人民委员部工作。1945年毕业于苏联国家安全部作战指挥高级培训班，同年加入联共（布）。
- 1949年-1950年，苏联国家安全部列宁格勒培训班学习，毕业后前往克格勃驻伊朗，阿富汗，巴基斯坦的情报部门工作。
- 1950年-1956年，阿塞拜疆苏维埃社会主义共和国国家安全部第五厅厅长。
- 1956年-1960年，克格勃巴库州副主任。1957年毕业于巴库国立基洛夫大学历史系。
- 1960年-1964年，阿塞拜疆克格勃反间谍部门负责人。
- 1964年-1967年6月，阿塞拜疆克格勃副主席。1966年毕业于克格勃捷尔任斯基学院高级领导进修班。
- 1967年6月-1969年7月，阿塞拜疆苏维埃社会主义共和国克格勃主席，少将军衔。
- 1969年7月1982年12月，阿共中央第一书记。
- 1982年11月-1987年10月，苏联部长会议第一副主席，主管机械工程，轻工业和运输；他还负责文化和教育领域。1986年10月起，苏联部长会议社会发展委员会主席。
- 1987年10月21日，64岁的阿利耶夫在苏共中央全会上“因健康原因被解除政治局委员职务，并退休”。1989年4月苏共中央全会上，戈尔巴乔夫以“年轻化”为由，把包括阿利耶夫在内的100多人解除中央委员职务。
- 1990年黑色一月大屠杀后，阿利耶夫在阿塞拜疆苏维埃社会主义共和国驻莫斯科代表处举行了新闻发布会，谴责军队介入的行为，并指责戈尔巴乔夫违反宪法。1991年7月，为抗议戈尔巴乔夫的政策以及在纳戈尔诺-卡拉巴赫产生的严重冲突，他退出了苏联共产党。[2]
- 1991年9月-1993年6月，纳希切万苏维埃社会主义自治共和国最高苏维埃主席，纳希切万自治共和国议会主席。
- 1992年-1993年，新阿塞拜疆党主席。
- 1993年5月，担任阿塞拜疆总理，负责平息巴库的骚乱。
- 1993年6月-11月，阿塞拜疆共和国最高苏维埃主席，代行总统职权。
- 1993年10月-2003年12月，阿塞拜疆总统。
- 2003年12月12日于美国克利夫兰逝世，享年80岁。葬于巴库荣誉谷[3]。

阿利耶夫是苏共24-27大代表；第24-27届中央委员，第25-26届中央政治局候补委员，第26-27届中央政治局委员；第9－11届苏联最高苏维埃联盟院代表，第11届阿塞拜疆苏维埃社会主义共和国最高苏维埃代表。

## 为政举措
阿利耶夫任期内大刀阔斧整治腐败。1975年，五名集体农庄主任和工厂主管因腐败被判处死刑。在他的支持下，克格勃和阿塞拜疆内政部全力逮捕了共和国贸易部的24名工作人员。在他担任第一书记的前五年中，三分之二的部长被更换，由10人组成的中央委员会主席团中有8人落马，45名区委书记中有37名落马。但在这些腐败官员落马之后，取而代之的是阿利耶夫曾经的纳希切万亲信们。腐败问题不但没有解决反而愈演愈烈。但同样在他的任期内，阿塞拜疆的工农业快速发展，电影成为了阿塞拜疆的名片之一。勃列日涅夫曾三次视察阿塞拜疆，同时也收到了阿利耶夫的巨额贿赂。在他的一次访问中，阿利耶夫向勃列日涅夫赠送了一枚钻石戒指，中间有一枚大石头，周围是15个象征苏联共和国的小石头，成本为226,000卢布。

## 荣誉
- 两次社会主义劳动英雄称号（1979,1983）
- 五次列宁勋章（1971,1973,1976,1979,1983）
- 十月革命勋章（1982）
- 红星勋章（1962）
- 一级卫国战争勋章（1985）
- 战功奖章
- 劳动英勇奖章
- 纪念列宁诞辰一百周年奖章
- 保卫高加索奖章
- 1941－1945年伟大卫国战争战胜德国奖章
- 1941-1945年伟大卫国战争胜利二十周年奖章
- 1941-1945年伟大卫国战争胜利三十周年奖章
- 1941-1945年伟大卫国战争胜利四十周年奖章
- 1941-1945年伟大卫国战争中忘我劳动奖章
- 退休劳动者奖章
- 苏联武装力量老兵奖章
- 苏维埃陆军海军三十周年奖章
- 苏联武装力量四十周年奖章
- 苏联武装力量五十周年奖章
- 苏联武装力量六十周年奖章
- 苏联武装力量七十周年奖章
- 一级圆满服役奖章
- 二级圆满服役奖章
- 克格勃荣誉国家安全官称号
- 俄罗斯圣安德烈勋章
- 乌克兰二级智者雅罗斯拉夫王子勋章
- 格鲁吉亚金羊毛勋章
- 法国荣誉军团勋章
- 土耳其共和国国家勋章
- 俄罗斯拉多涅日的圣塞尔吉斯勋章
- 哈萨克斯坦阿斯塔纳奖章
- 吉尔吉斯斯坦玛纳斯1000周年金质纪念章
- 独联体荣誉勋章
- 高加索穆斯林办公室伊斯兰酋长勋章
- 土耳其阿塔图尔克和平奖
- 阿塔图尔克突厥语言奖[5]

## 外部連結
- 官方網站